# Fedotovia
Fedotovia – rodzaj pająków z rodziny worczakowatych. Obejmuje cztery opisane gatunki. Zamieszkują środkową część palearktycznej Azji.

## Morfologia
Pająki o ciele długości od 5 do 12 mm. Prosoma jest spłaszczona w widoku bocznym. Karapaks jest spłaszczony, o niewyniesionej części głowowej, w widoku grzbietowym o gruszkowatym obrysie i z wykształconą bruzdą środkową. Oczy pary przednio-środkowej leżą nieco bardziej z przodu niż pary przednio-bocznej. Oczy par środkowych są o połowę mniejsze niż par bocznych i rozmieszczone na planie dłuższego niż szerokiego i najszerszego w tyle czworokąta. Oczy pary tylno-środkowej są jasno ubarwione i nieregularnie trójkątne, a par pozostałych okrągłe i ciemno ubarwione. Wysokość nadustka nie przekracza średnicy oka pary przednio-bocznej. Przednia krawędź bruzdy szczękoczułka ma jeden lub dwa zęby, tylna zaś od trzech do siedmiu zębów zlanych podstawami. Kształt sternum jest owalny. Odnóża pary ostatniej są znacznie dłuższe niż par pozostałych, które to z kolei zbliżone są do siebie rozmiarami. Pary pierwsza i druga mają skopule na nadstopiach i stopach. Te ostatnie zwieńczone są długimi pazurkami o ząbkowanych nasadach. Opistosoma (odwłok) u samców ma w przedniej części grzbietowej strony niewielkie skutum.
Genitalia samicy cechują się płytką płciową z wyraźnym, dłuższym niż szerokim, owalnym lub prostokątnym dołkiem o dobrze wyodrębnionych krawędziach bocznych, słabo zesklerotyzowanym trzonkiem umieszczonym pośrodku owego dołka, długimi przewodami zapłodnieniowymi o słabo zesklerotyzowanych i trzykrotnie skręconych częściach przednich oraz dobrze zesklerotyzowanych, meandrujących i tworzących kilka pętli częściach nasadowych oraz małymi, nieoddalonymi od siebie zbiornikami nasiennymi o średnicach dwa do trzech razy większych od średnicy nasadowej części przewodów. Przednie części przewodów zaopatrzone są w maczugowate gruczoły dodatkowe o dobrze zesklerotyzowanych rękojeściach.
Nogogłaszczki samca mają niezmodyfikowane udo i rzepkę, goleń zaopatrzoną w grzbietowo przesuniętą, niemal równą jej długości, cienką i zwężającą się ku szczytowi apofizę retrolateralną, prawie prostokątne cymbium z częścią odsiebną szerszą od dosiebnej, umieszczone nasadowo-tylno-bocznie subtegulum o niewielkich rozmiarach, długą apofyzę medialną o hakowatym wierzchołku oraz osadzony na tegulum między godziną 6 a 6:30, bardzo długi, dłuższy od karapaksu, w spoczynku skręcony w kilka pętli embolus.

## Rozprzestrzenienie
Rodzaj palearktyczny, środkowoazjatycki. Gatunek typowy znany jest z Kazachstanu, Uzbekistanu, Tadżykistanu, Iranu i Afganistanu, natomiast pozostałe gatunki są endemitami zachodniej Mongolii.

## Taksonomia
Takson ten wprowadzony został w 1946 roku przez Dmitrija Charitonowa jako monotypowy. Nazwę rodzajową nadano na cześć Dimitrija Fedotowa. W 1981 roku Norman I. Platnick i Mohammad Umar Szadab zsynonimizowali go z rodzajem Eilica. W 1991 roku status odrębnego rodzaju przywrócili mu Władimir Owczarneko i Norman I. Platnick. Drugi gatunek omawianego rodzaju opisał w 1993 roku Jurij Marusik, a kolejne Aleksander Fomiczew i Marusik w 2015 roku.
Do rodzaju zalicza się cztery opisane gatunki:
- Fedotovia feti Fomichev et Marusik, 2015
- Fedotovia mikhailovi Fomichev et Marusik, 2015
- Fedotovia mongolica Marusik, 1993
- Fedotovia uzbekistanica Charitonov, 1946